# Суботівське городище
Субо́тівське городи́ще — археологічна пам'ятка, яка являє собою багатошарове городище кінця бронзової і ранньої залізної доби в Суботові Чигиринського району на правому березі річки Суби. Зазнало впливу фракійських і кімерійських племен.

## Історія дослідження
Досліджувалося у 1950-1970-х роках О. І. Тереножкіним, в 1994—1995 роках спільною україно-німецькою експедицією Інституту археології НАН України, в якій взяв участь, зокрема, український археолог Яків Гершкович, та відділом Євразійської археології Німецького археологічного інституту під керівництвом В. І. Клочка і І.Мотзенбеккера. Тоді була досліджена і розкопана площа в 4500 м².

## Бронзова доба
Найнижчий культурний шар належить білогрудівсько-білозерському часу (XIII—X ст. до н. е.) пізньої бронзової доби. Поселення у фіналі пізньої бронзи займало ділянку 125×100 м, на якій було 10 жител-землянок з вогнищами та дерев'яними стінами. Землянки розташовувалися трьома майже паралельними рядами з заходу на схід, відстань між ними становила 15 та 25 м. Чотири з 10 жител були спалені, а решта була покинута мешканцями. У деяких житлах були знайдені перевернуті робочою поверхнею
вниз кам'яні зернотерки та поставлений догори дном посуд (Подібне ритуальне
перевертання предметів при залишенні жител перегукується з поховальним обрядом у слов'ян).
Під долівкою більшості помешкань виявлено велику кількість безсистемно виритих господарчих та стовпових ям. Зазвичай, посередині житла розташовувалося до трьох відкритих вогнищ з ямою вигрібання попелу. Під стінкою житла № 1 виявлено кругле ретельно загладжене глинобитне підвищення діаметром 1 м, схоже на вівтар, по боках від нього стояв різний посуд.
У деяких господарських ямах під долівками помешкань були виявлені депоновані людські останки. Це могли бути особливо цінні жертвоприношення або предмети особливих ритуалів, пов'язаних з культом предків. Дослідники також не виключають побутовий або ритуальний канібалізм.
Наприкінці доби пізньої бронзи для керамічного комплексу Суботівського городища характерний полікультурний склад — на таку такий висновок дослідників наводить одночасна наявність кераміки різних культур: білогрудівсько-чорноліської, білозерської, малобудківської, бондарихинської, хвалинської і ранньогальштатської (протофракійської).
Серед знайдених кісток тварин переважали свійські: бик домашній, коза-вівця, свиня, кінь та собака. Кістки диких тварин представлені по одній особині: тур, благородний олень, кабан, лисиця.

## Залізна доба
У пізнішому культурному шарі чорноліської культури IX ст. до н. е відкрито залишки напівземлянок, численні предмети з бронзи, кістки та каменю, а також перші на цих теренах вироби з заліза. Тоді городище складалося з Малого городка — круглого укріплення площею бл. 0,5 га — та прилеглого до нього поселення площею понад 1,5 га.
Окрім того, тут розкопано культурний шар зарубинецької культури, з залишками жител і господарських ям, залізними серпами, поясами та шилами, античного і місцевого посуду тощо.
Городище входило до ІІІ-ї групи тясминських городищ та було важливим ремісничим центром на території Середнього Подніпров'я.

## Суботівське замчище
В 2008 в 3 км від городища на місці впадіння річки Суби у Тясмин археологи досліджували укріплене поселення нового часу Б. Хмельницького, а під ним виявили замчище доби пізньої бронзи, залишки якого були ідентичні і синхронні залишкам Суботівського городища. Дослідники вважають, що це був форпост, де люди жили тимчасово або сезонно — на це вказує майже повна відсутність там побутових об'єктів.